# هایباخ (فرانکن سفلی)
هایباخ (به آلمانی: Haibach) یک شهر در آلمان است که در آشافنبورگ واقع شده‌است.

## خواهرخوانده
شهر Marck خواهرخواندهٔ هایباخ (فرانکن سفلی) هست.